# Tamina
Cet article possède un paronyme, voir Pamina.
Pour les articles homonymes, voir Tamina (homonymie).
La tamina, tamminet, tamena, atamine, ou thaqnetah, est un entremets algérien à texture pâteuse, composé : soit uniquement de semoule torréfiée dans l'Algérois ; soit d'un mélange de semoule, caroubes et pois chiches, torréfié et moulu, dans l'est du pays ; le tout agrémenté de miel, fleur d'oranger et beurre fondu.

## Consommation
Cet entremets est surtout consommé après une naissance par la mère pour le côté nutritif, et par les convives pour le côté gourmand. Il est aussi consommé dans certaines régions pendant la fête du Mawlid, pour célébrer la naissance du prophète Mahomet.

## Variantes
La tamina est préparée de différentes manières selon les régions, dont :
- taminet el ghars, appelé maakra dans le sud, r’fiss tmar dans le Constantinois et kaabouche dans l'Oranie. Cette variante se prépare à base de semoule grillée, de pâte de datte et beurre.
- tamina baïda, traduit par « tamina blanche », préparée dans l’est du pays. Elle est à base de semoule légèrement grillée, ce qui lui confère sa couleur blanche, du beurre et du sucre glace.
- tamminet ellouz, traduit par « tamina d’amandes », élaborée avec des amandes parfumées à l’eau de rose, du lait, du sucre. Elle est découpée en forme de losange et saupoudrée de sucre glace. Cette préparation est originaire de Constantine.
- tamminet l’hror, qui est préparée à base de semoule grillée, de miel et de beurre. Elle a la particularité d'être constituée d'un mélange d'épices traditionnel algérien qu’on appelle l’hror.